# Alfredo Alberto Ferro
Alfredo Alberto Ferro fue un abogado, banquero y político argentino de la Unión Cívica Radical, que se desempeñó como gobernador del Territorio Nacional de la Tierra del Fuego, Antártida e Islas del Atlántico Sur entre mayo de 1986 y diciembre de 1987. Antes, había sido secretario de Vivienda en el gobierno de Raúl Alfonsín.

## Biografía

### Trayectoria financiera
Desde 1968 fue presidente del Banco Cooperativo de Caseros, cuyas operaciones fueron suspendidas en 1996. Fue también presidente de la Federación de Bancos Cooperativos de la República Argentina. El Banco Central de la República Argentina le inició un sumario financiero, del cual fue absuelto en 2001.

### Gobierno de Alfonsín
Fue financista de la campaña presidencial de Raúl Alfonsín en 1983 y asesor de su gobierno en materia de vivienda e inversiones. En junio de 1985 fue designado Secretario de Vivienda y Ordenamiento Ambiental del Ministerio de Salud y Acción Social de la Nación, renunciando en mayo del año siguiente.
Tras su cargo de secretario, asumió como gobernador del Territorio Nacional de la Tierra del Fuego, Antártida e Islas del Atlántico Sur, designado por el presidente Alfonsín.
Su gestión estuvo signada por un contexto de alta inflación e insolvencia fiscal. Ante el crecimiento demográfico, gestionó fondos del Fondo Nacional de la Vivienda y creó un «Fondo de Inversiones para la Nueva Provincia» destinado a obras en materia de salud y educación. Sin embargo, no contó con suficientes fondos por parte del gobierno nacional. También tuvo dificultades políticas ante la falta de contacto con la población local, conformando además su gabinete por personas de su confianza oriundas de Buenos Aires. Fue sucedido por Helios Eseverri en diciembre de 1987.